# Solni rudnik v Turdi
Salina Turda je rudnik soli na območju Durgău-Valea Sărată v Turdi, ki je drugo največje mesto v okrožju Cluj v Romuniji. Od odprtja turistom leta 1992 je rudnik obiskalo okoli 2 milijona romunskih in tujih turistov. 
Rudnik je na vrhu seznama desetih »najhladnejših podzemnih krajev na svetu« po mnenju spletne strani Business Insider (ameriška spletna stran s finančnimi in poslovnimi novicami, znana tudi v mednarodnem okolju) . Prav tako je bil uvrščen med »25 skritih draguljev na svetu, ki so vredni obiska«. 

## Zgodovina
Rudnik je bil prvič izkoriščan že v antiki. V njem so pridobivali kuhinjsko sol od srednjega veka (rudnik se prvič omenja leta 1075) do zgodnjega 20. stoletja (1932).
Prvi dokument, ki izrecno govori o obstoju rudnika soli v Turdi, je iz 1. maja 1271 in ga je izdal madžarski  kanclerski urad. Listine iz 13. in 14. stoletja, ki se nanašajo na rudnik soli v  Turdi, omenjajo, da so bile soline  v mikrodepresiji Băile Sărate in na jugovzhodnem pobočju Valee Sărate. Delovišča, izkopne dvorane  so bile na območju solnih jezer. V 17. stoletju se je začelo rudarsko delo na severozahodnem pobočju Valee Sărate, kar dokazujejo gredi v kupoli Terezine sobe. Kmalu za tem je bil odprt rudnik Sfântul Anton, v katerem se je rudarska dejavnost nadaljevala do prve polovice 20. stoletja. 
Leta 1992 je bila Salina Turda haloterapevtski center in priljubljen turistični cilj. Rudnik  je bil leta 2008 posodobljen v okviru programa PHARE 2005 ESC v vrednosti 6 milijonov evrov. Za turiste je bil odprt  januarja 2010.

## Zanimivosti

### Iosifovrov
V Iosifov stožčast rov je mogoče vstopiti čez balkone, izrezane v soli, je ob hodniku Franca Jožefa.  Globok je 112 metrov in širok 67 metrov. Zaradi svoje oblike in pomanjkanja stikov z drugimi večjimi rudarskimi točkami je  zelo akustičen, zato ga imenujejo tudi Soba odmeva .

### Soba z gepljem
Osmerokotna dvorana ima vitel ali gepelj (priprava za vrtenje pogonske gredi), ki se je uporabljala za dviganje solnih kamnin na površino. Datira v leto 1881. Ta stroj je zamenjal drugega, manjšega, ki je bil nameščen leta 1864. Je edini tovrstni stroj v vseh rudnikih soli v Romuniji in verjetno v Evropi, ki je ostal na  svoji prvotni lokaciji.

### Terezijinrov
To je stožčast rov (zvonik). Rudarjenje soli v taki vrsti prostora je zapustilo podzemne dvorane veličastnih mer: 90 m višine in 87 m premera. Globina od ustja jaška do dna je 112 m. »Kaskada soli«, podzemno jezero, stalaktiti in izrastki soli dopolnjujejo inertno ravnotežje velikanskega zvona. Podzemno jezero je globoko od 0,5 do 8 m in je podaljšano na okoli 80 % površine delovišča. V središču jezera je otok, ki je nastal iz preostale soli, odložene po letu 1880, ko so v tem prostoru končali kopati sol.

### Rudolfovrov
42 metrov globok, 50 metrov širok in 80 metrov dolg rov je zadnji kraj, v katerem so izkoriščali sol v Turdi. Predel s 172 stopnicami pripelje do rudnika.  Na stenah vsakega od 13 »nadstropij« je označeno leto, ko je bila izkoriščena ustrezna raven. Na severozahodnem stropu so se v zadnjih letih oblikovali solni stalaktiti, dolgi celo tri metre. Panoramsko dvigalo ponuja turistom pregled celotnega rudnika.

### Gizelinrov
Gizelin rov in tehnični prostori na severovzhodnem koncu rudnika so podobni Rudolfovemu, vendar so precej manjši, ker se je raziskovanje soli ustavilo kmalu po odprtju. Zdaj je opremljen kot zdraviliški prostor z naravnimi aerosoli.
Podzemni hodnik je geološki rezervat, dostop turistom ni dovoljen. Je 15 m nad transportnim hodnikom (hodnik Franca Jožefa). Infiltracija vode v ekstrakcijski jami je omogočila odlaganje usedlin in nastanek stalaktitov, v jezeru, ki delno pokriva prostor, pa so nastali kristali soli. Prostor je dobil turistično ime Kristalna dvorana.

## Politični škandali
Solni rudnik Turda je bil obnovljen in je leta 2010 odprl svoja vrata naložbi 5.888.000 evrov . Projekt je bil glavni cilj različnih političnih skupin v mestu Turda. Uprava se je zaradi politične moči v mestni hiši večkrat spremenila. Rudnik je zelo zadolžen, približno 8 milijonov levov (okoli 1,77 milijona evrov). 

## Galerija
- Nov vhod
- Hodnik Franca Jožefa (star vhod)